# Sommet du G20 de 2024

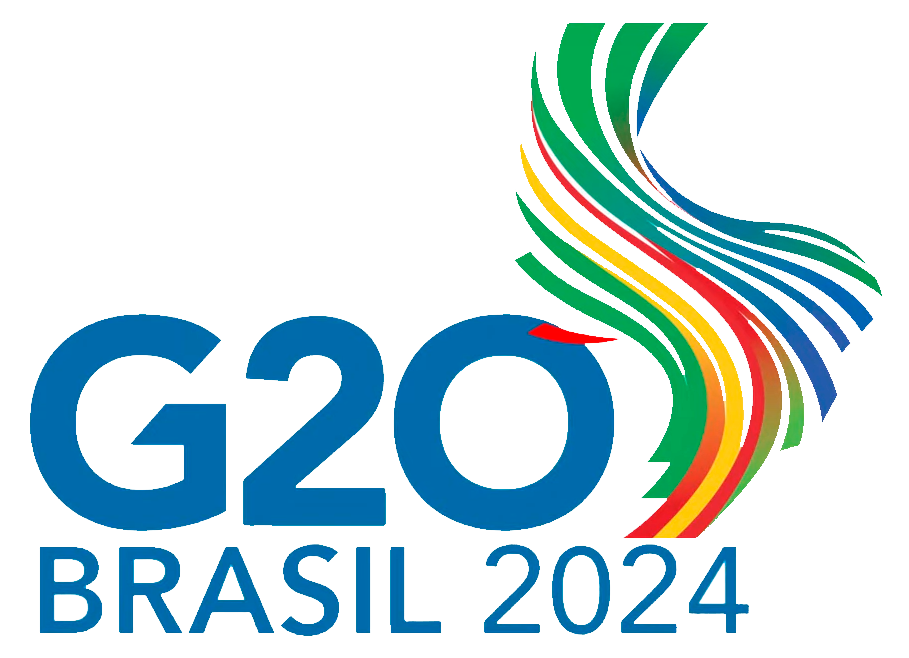
l'embleme du G2O

Le sommet du G20 au Brésil en 2024 est la dix-neuvième réunion du Groupe des vingt (G20), un sommet qui a lieu au Brésil les 18 et 19 novembre 2024. Il s'agit également du premier sommet complet du G20 avec l'Union africaine en tant que membre, après l'avoir rejoint lors du G20 lors du précédent sommet de 2023.
Le 24 juillet 2024, le traité multilatéral de l'Alliance mondiale contre la faim et la pauvreté a été rédigé par le gouvernement fédéral du Brésil, avec les pays du G20 et les organisations internationales, pour soutenir et accélérer les efforts visant à éradiquer la faim et la pauvreté, tout en réduisant les inégalités. La ratification par toutes les parties est attendue pour novembre 2024 lors du sommet des dirigeants.
Le dialogue sur la hausse des températures mondiales et les principes de l’économie numérique figurent parmi les thèmes à l’ordre du sommet. Cette présidence brésilienne traite également comme priorité la guerre entre Israël et le Hamas et la confrontation croissante entre les blocs des États-Unis et de la Chine.
Le 18 octobre 2024, le président Vladimir Poutine annonce qu'il n'irait pas au sommet, « ma visite éventuelle ruinerait le travail du groupe », a déclaré Poutine.